# Dag Fornæss
Dag Fornæss  (* 30. Juni 1948 in Hamar) ist ein ehemaliger  norwegischer Eisschnellläufer.
Fornæss wurde 1969 in Deventer Weltmeister im Mehrkampf. Im selben Jahr gewann er auch bei der Europameisterschaft und lief einen Weltrekord über 3000 Meter. 1971 konnte er erneut Europameister werden. Für seine Erfolge wurde er mit der Oscar Mathisen Memorial Trophy ausgezeichnet. Außerdem gewann er die Wahl zu Norwegens Sportler des Jahres.
Sein Großvater Engebret Skogen gewann bei den Olympischen Spielen 1912 in Stockholm eine Bronzemedaille im Schießen.